# SPOLOČNE OBČANIA SLOVENSKA
SPOLOČNE OBČANIA SLOVENSKA, zkratka SOS, (v letech 2014–2023 VZDOR – strana práce, zkratka VZDOR, 2011–2014 SLOBODA, 2010–2011 Socialistická strana občianskej slobody, 2006–2010 Živnostenská strana, 2006 Živnostenská strana SR, 1998–2006 Béčko-Revolučná robotnícka strana) je slovenská mimoparlamentní politická strana profilujúci se původně jako radikálně marxisticko-leninistická s pozitivním postojem k socialistickému režimu v letech 1948 – 1989.
V současnosti spolupracuje se stranou Eduarda Chmelára Socialisti.sk, která se vyhraňuje proti socialistickému režimu.

## Vedení strany
- Miroslav Pomajdík– předseda
- Stanislav Pirošík – místopředseda pro zahraničí
- Martin Zeleňák – místopředseda pro domácí záležitosti
- Jozef Vacula – místopředseda pro agitaci a propagaci

## Historie
Strana VZDOR vznikla po právní stránce 20. února 2014, a to přejmenováním strany SLOBODA. VZDOR- Strana práce je zastupitelským nástrojem občanského sdružení VZDOR-hnutí práce, které bylo založeno v září 2013. Založení hnutí je důsledkem vývoje v komunistickém hnutí na Slovensku (zakládající členové VZDOR-strany práce opustili po dlouholetých sporech tehdejší Komunistickou stranu Slovenska z důvodů reformismu a programově sociálně demokratické politiky). V roce 2014 se zúčastnila voleb do Evropského parlamentu.

## Program strany a ideové zaměření
Strana je zaměřená na parlamentní i mimoparlamentní činnost. Cíle strany tkví v překonání rozporů kapitalistického systému, pobízení a organizování dělnické třídy ke vzájemné solidaritě, šíření informací o aktuální společensko-ekonomické situaci z pozic marxismu-leninismu a získávání stoupenců ideálu společenské rovnosti.

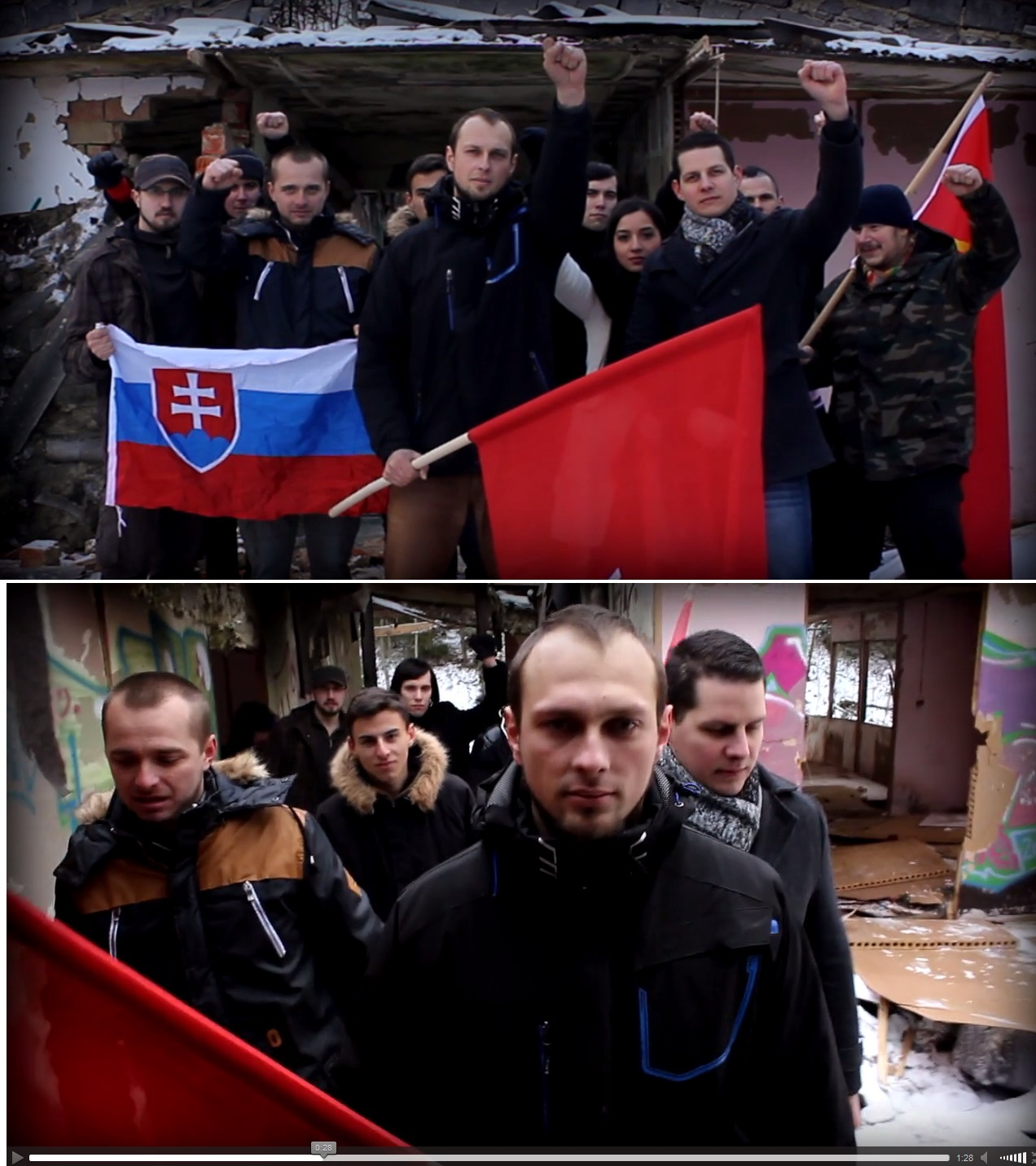
Předvolební klip strany

Strana prosazuje ve svém programu socialistickou ekonomiku, demokratické řízení výroby, vlastní měnu, povinné odbory v podnicích, dostupnost služeb bez ohledu na jejich ziskovost, trestní stíhání za diskriminaci pracovníků, zrušení pracovních agentur a posílení pravomocí finanční policie proti finančním machinacím. Strana chce zakázat zisky bankám a vytvořit jednu společnou banku se státními úvěry.
V sektoru zdravotnictví navrhuje zrušit soukromé zdravotní pojišťovny, zavést dostupné a bezplatné zdravotnictví, určení maximálních platů ředitelů a manažerů pojišťoven, lázeňství vrátit do rukou státu, maximální možnou kontrolu nad financemi ve zdravotnictví, odstranění soukromého vlastnictví a podnikání ve zdravotnictví.
V rezortu školství strana bojuje za bezplatné školství, propojování výuky s praxí, podporuje výchovu kvalifikované technické a vědecké inteligence, navrhuje zrušit dotace pro soukromé a církevní školy, navrhuje radikální omezení byrokracie na školách a taktéž strana podporuje vzdělávání v duchu antifašismu, vlastenectví a mezinárodního přátelství mezi národy.
Na půdě stavebnictví strana navrhuje, aby bytové prostory sloužily výhradně k bydlení, prosazuje vybudování systému národních stavebních podniků, znárodnění opuštěných developerských projektů na účel nájemních bytů pro rodiny, zákaz vlastnictví více bytů a upřednostňování nájemních bytů, funkční zákon o černých stavbách, a stanovení výšky maximálních úroků při hypotékách.
V oblasti životního prostředí strana navrhuje, aby všechny vodní zdroje a nerostné bohatství patřilo státu, zrušení poplatků za dešťovou vodu a tvrdé sankce pro znečisťovatele.
V rezortu polnohospodářství strana navrhuje znárodnění polnohospodářské půdy, lesů a luk a přesun těchto pozemků pouze do rukou lidí, kteří na nich pracují. Strana prosazuje potravinovou soběstačnost, podporu národních podniků, místních družstev a potravinářských podniků a taktéž dohled nad kvalitou života zvířat (proti utrpení zvířat v chovných stanicích).
Pro důchodce navrhují na základě stoupání produktivity práce odchod do důchodu v 60. (muži) a 55. (ženy) roku života a určení minimálního a maximálního důchodu.
Na kulturním poli chce strana podporovat talenty, hudebníky, umělce, spisovatele a herce, zabezpečit vznik nových a obnovení starých kulturních center a kulturních domů, center volného času, ochotnických divadel, folklórních souborů a zkušeben ve městech a na vesnicích. Strana se vyhranila vůči podpoře kultury egocentrismu a nekultury, a rovněž vůči kultuře podporující kapitalismus. Strana žádá aby RTVS poskytovala vyvážené informace, odebírala licence při porušování zákona o ohrožování mravní výchovy dětí a mládeže, zastavila mediální výdělky na malomyslných a psychicky nemocných lidech (např. reality show), podporovala výchovné a naučné programy k sounáležitosti, podporovala tradice po předcích (folklor, muzea, památky, podpora kultury národnostních menšin) zakázala rozebírání trestných činů v mediálním prostoru (z důvodu možného návodu k jejich páchání), omezila nehorázné honoráře a vyřešila spravedlivé odměňování umělců, zakázala podvodné soutěže a vyňala folklorní hudbu zpod autorských svazů.

## Geopolitika
VZDOR-strana práce je členem mezinárodní organizace ICOR – mezinárodní koordinace revolučních stran a organizací, která sdružuje maxisticko-leninské strany, organizace a iniciativy z celého světa. V duchu internacionálního socialismu navazuje kontakty a spolupracuje se zahraničními komunistickými stranami. VZDOR-strana práce se pravidelně spolu s nekomunistickými silami zapojuje do mírových protestů za vystoupení Slovenské republiky z NATO, zúčastnila se blokády amerického konvoje (při akci byl policejními silami zadržen předseda strany Stanislav Pirošík). Stranu SYRIZA v časech řecké krize nepodpořila z důvodu absence radikálně antikapitalistického postoje strany, avšak s vyjádřenou nadějí, že strana překvapí. Důsledek zadlužení Řecka strana vnímá jako důsledek samotné podstaty kapitalistického systému. Postavili se proti maďarským pravicovým extrémistům ze strany Jobbik. Strana vyjádřila solidaritu a podporu Kurdům, tureckým odborům, polským horníkům, Kaddáfího nástupcům, a vyjadřuje odpor vůči tzv. Islámskému státu. Za příčinu a hlavního viníka uprchlické krize strana vnímá globální kapitalismus a neokolonialismus.
Zároveň podporuje tzv. národněosvobozenecká hnutí v zemích třetího světa. Strana odmítá obchodní dohodu TTIP. Po-majdanovskou vládu Ukrajiny považuje za zločineckou a postavila se proti ekonomickým sankcím namířeným proti Ruské federaci. Strana se postavila proti zákazu komunistických stran na Ukrajině. Strana podporuje portugalské komunisty.

## Aktivity strany
Od založení strany organizovala strana několik protestů: Mezi první akce patřil boj proti nárokům Baťovců na Bojnický zámek, zúčastnila se komunistických demonstrací v Berlíně, podpořila stávku zdravotních sester, protest pracovníků PSA v Trnavě, podílela se na obnově památníku ve Vrútkách a zúčastnili se 70. výročí SNP, 70. výročí osvobození Košic, oslav 9. máje na Slavíně, 29. srpna v Banské Bystrici, výročí tzv. Vítězného února v Praze, výročí VŘSR, zorganizovali několik přednášek a seminářů (odborářský seminář s ekonomem Marianem Vitkovičem a taktéž s Petrem Zajacem-Vankem). Upozorňují na nespravedlivé odměny a platy v U.S. Steel a hospodaření v KIA, Siderit a dalších podnicích. Zdůrazňují sociální nespravedlnost v automobilkách. Strana navazuje na kontakty s odbory a plánuje i v perspektivě budoucnosti organizovat stávky, organizuje společné turistické výlety a kulturní vyžití. Podpořili Antona Mihálika, kterému zmizeli peníze z bankovního účtu UniCredit Bank na konto neznámé schránkové firmy a Jana Margalu, který upozornil na nekalé praktiky společnosti Cargo.
Strana se dostala do sporu s antikomunistickým aktivistou Ladislavem Rovinským o billboard s Leninem s nápisem „Sila kapitálu a burzy sú všetkým. Parlament a voľby sú len bábky.“ (policie stranu pro billboard odmítla stíhat). Během ledna aktivně vystoupili proti bourání PKO v Bratislavě jako zločinu kapitalismu, s výhradami podpořili stávku učitelů a částečně se zapojili do společného postupu mimoparlamentních proobčanských a antikorupčních stran v rámci konkrétních akcí. Strana se postavila proti těžbě uranu v Košicích a na sociálních sítích se členové strany postavili i za protestující v Ruskej Porube proti těžbě břidlicového plynu americkým investorem.
V roce 2015 ohlásili kandidaturu do parlamentních voleb 2016 s kontroverzním komentářem (Pre účasť vo voľbách sme museli zložiť výpalné štátu v nehoráznej sume 17 000 eur, čo je výsmech ich „demokracie“, lebo tým stranícke projekty oligarchie potláčajú možnosti strán, ktorých členská základňa a vedenie sa neskladá z triedy kapitalistov).
Ve volbách do Europarlamentu kandidovali spolu se stranou KSS, ale do NRSR (např. členové Jagrik, Pomajdík, Badida, Vacula, Keleši Jankovič) už pod kandidátkou Socialisti.sk Eduarda Chmelára. 

## Volební výsledky
- Volby do Evropského parlamentu na Slovensku 2014 – 0,31%
- Parlamentní volby na Slovensku 2016 – 0,12%
- Volby do Evropského parlamentu na Slovensku 2019 – 0,31% (v koalici s KSS)
- Parlamentní volby na Slovensku 2023 – 0,08%